# Lenguas de Azerbaiyán

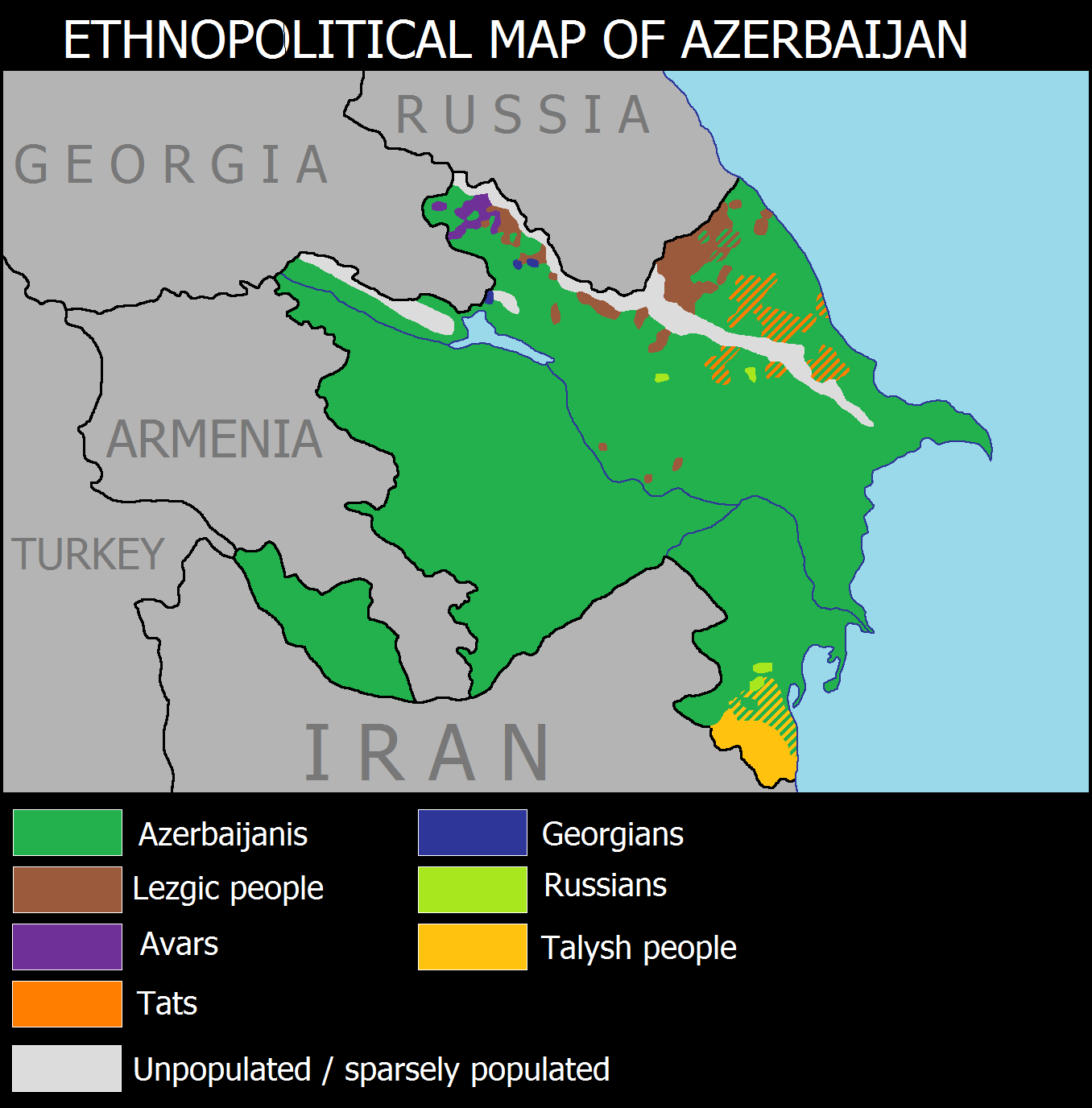
El mapa de etnografía de Azerbaiyán (2024, después del colapso de la estado separatista de República de Alto Karabaj y el éxodo de los armenios del Alto Karabaj en 2023).

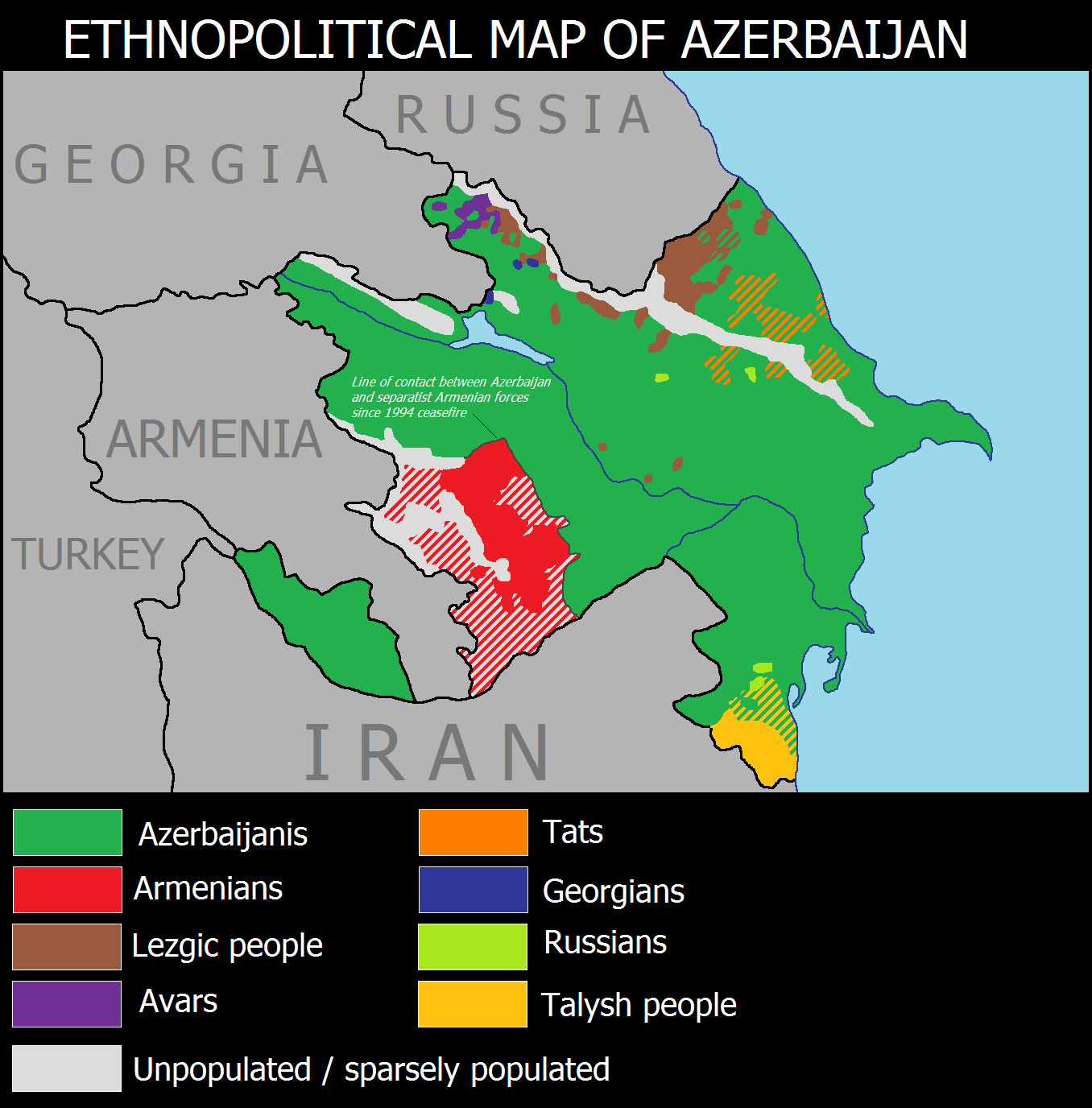
El mapa de etnografía de Azerbaiyán (1994-2020, estado después de la primera guerra del Alto Karabaj y antes de la segunda guerra del Alto Karabaj).

Aunque hay varios idiomas nativos dentro del territorio, el azerí es el idioma oficial y el medio de comunicación de la República de Azerbaiyán.

## General

Idioma azerí

El idioma principal y oficial de Azerbaiyán es azerbaiyano, azerí, una lengua túrquica estrechamente relacionado y mutuamente inteligible con el turco moderno. Junto con los turcos, turcomanos y Gagauz, Azerbaiyán es miembro de la rama Oghuz de la familia del grupo del suroeste de las lenguas túrquicas. Aunque el azerí se usa en la República de Azerbaiyán, el sur de Rusia (Daguestán) y el Norte de Irán, los dialectos son diferentes. Además, el azerí es reconocido como semioficial de instrucción en Daguestán y en la República de Azerbaiyán, sin embargo, no es un idioma oficial en el norte de Irán donde el número de azerbaiyanos supera el de la República de Azerbaiyán. La lengua azerbaiyana que se habla en Azerbaiyán iraní es bastante diferente de la que se habla en el norte de Azerbaiyán y, en lugar de promover el uso del idioma, el gobierno iraní ha desalentado e incluso prohibido durante varias décadas.

## Presente
Según el censo de 2009 del país, el 92,5 % de la población lo habla como lengua materna, mientras que el ruso e inglés desempeñan papeles importantes en la educación y comunicación. Más de la mitad de los hablantes de Azerbaiyán son monolingües. Hasta 2023 había una gran población de habla armenia en el Alto Karabaj, bajo el control de la república de Artsaj; todo este grupo huyó a Armenia tras la derrota de la república, desapareciendo con ello toda la población étnica armenia de Azerbaiyán. El lezgiano, talish, avar, georgiano, budukh, juhuri, khinalug, kryts, jek, rutul, tsajur, tati y udí son todos hablados por minorías.
Todos estos (con la excepción de los armenios, lezgos, talismanes, avaros y georgianos, que tienen un número mucho mayor de hablantes fuera de Azerbaiyán, pero que,  sin embargo, están disminuyendo constantemente dentro de Azerbaiyán)  idiomas mencionados son idiomas en peligro de extinción, ya que son habladas por pocas personas (menos de 10 000) o muy pocas (menos de 1000), además de estar disminuyendo constantemente su uso con la emigración y la modernización.
Un número completo de Revista Internacional de Sociología del Lenguaje, editado por Jala Garibova, se dedicó a la cuestión de los idiomas y las elecciones de idiomas en Azerbaiyán, vol. 198 en 2009.
Azerbaiyán no ha ratificado la Carta Europea de las Lenguas Minoritarias o Regionales a la que se convirtió en signatario en 1992, bajo el Frente Popular. En 2001, el entonces presidente de Azerbaiyán Heydar Aliyev emitió una declaración según la cual "la República de Azerbaiyán no está en condiciones de garantizar la aplicación de las normas de la Carta hasta que se libere su territorio ocupado por la República de Armenia".

## Historia
El autor medieval Ibn al-Nadim, en su libro  Al-Fihrist  menciona que todas las tierras medianas y persas de la antigüedad (incluyendo lo que hoy es la República de Azerbaiyán) hablaban un idioma. Allí, cita al gran erudito Abdullah Ibn al-Muqaffa]:
"Los idiomas 'iraníes' son Fahlavi (Pahlavi), Dari, Khuzi, Persian y Seryani. Pero Fahlavi proviene de la palabra Fahleh. Fahleh es un nombre que se refiere a 5 regiones: Isfahan, Ray, Hamedan, Mah-Nahavand, y Azerbaiyán".
Luego informa que Dari es el idioma oficial de las cortes reales, y es de Jorasán y Balj y el este de Irán; Parsi es el idioma del Zoroastrian Moobeds, y es de Fars; Khuzi es el idioma no oficial de la realeza y es de Juzestán; y Seryani se origina en Mesopotamia.
Esto también ha sido reportado por reputados historiadores medievales como Al-Tabari, Ibn Hawqal, Istakhri, Moqaddasi, Yaghubi, Masudi, y Hamdollah Mostowfi también. Al-Khwarizmi también menciona esto en el Capítulo 6, vol. 6, de su libro  Mafatih-ol-Olum .
Los estudios etimológicos también indican que los dialectos actuales que se hablan desde Bakú hasta Khalkhal a Semnan, todos se originaron a partir de una fuente común. En otras palabras, la gente de la antigua Azerbaiyán hablaba el mismo idioma hablado por los Medes.. (See Columbia University's distinguished professor Ehsan Yarshater's report in: Majjaleh-ye Daaneshkadehye Adabiyaat, 5, No 1-2, p35-37)
El historiador medieval Yaqut al-Hamawi también usó la frase Al-ajam-ol-Azariyah ("El azerí iraní") en sus libros Mo´ajjem ol-Odabaa y Mo ´jem ol Baladaan. En otras fuentes como  Surat-ol-Arz  por Ebne Hoghel,  Ahsan ol-Taqaaseem  por Moqaddasi, y  Masaalik va Mamaalik  por Istakhri, se dice que el pueblo de Azerbaiyán hablaba lenguas iranias. Como se trata de idiomas, plural, no hace jive con "el mismo idioma", singular, en el párrafo anterior. Obviamente, esto fue antes de la llegada cultural turca. Y Tabari en 235 A.H. también menciona que los poetas en Maragheh recitaron poesía en Pahlavi. Sin embargo, algunos poetas azerbaiyanos, como Qatran Tabrizi (d465 A.H.), usaron la palabra "persa" y "Pahlavi" indistintamente para describir su lengua materna.
El historiador Hamdollah Mostowfi llega incluso a describir variantes de "Pahlavi" que se hablan en diferentes áreas de Azerbaiyán. En su libro "Tarikh Gozideh", describe a ocho poetas de Azerbaiyán, llamándolos "Ahl-ol She'r Men-al-Ajam" (poetas iraníes), todos persas = hablando. Por ahora, por supuesto, Dari y Pahlavi se habían fusionado en una, a medida que las sucesivas dinastías se movían de este a oeste, trayendo consigo la versión dari del idioma iraní.
Baste decir que la cantidad de registros y documentos de Azerbaiyán en el idioma Pahlavi es tan numerosa que no cabe duda de que esta era la lengua nativa de Azerbaiyán antes de la llegada de los turcos. Muchas palabras en el vocabulario azerí actual son de hecho de origen Pahlavi. (Ver estudios en  Nashriyeh Adabiyaat  de Universidad de Tabriz, por el Dr. Mahyar Navabi, 5, 6. También ver  Farhang e Kamaleddin Teflisi  y  Ajayeb ol-Makhluqaat  por Najibeddin Hamadani, y los libros  Majmal-ol-Tavarikh wa al-qasas y  Iskandar-Nameh e Qadeem  para listas de palabras.)
Se acordó que la actual forma turca del idioma azerí suplantó y reemplazó a Pahlavi en Azerbaiyán antes de la dinastía Safavid, quizás comenzando con la llegada de los turcos selyúcidas, y siguiendo un curso gradual. Pero algunos historiadores informan que Pahlavi se hablaba en Tabriz hasta el siglo XVII. (Ver  Rowdhat ul-Jinan  por Hafez Hosein Tabrizi (d997 A.H.), y  Risaleh ye Anarjani  escrito en 985 AH). Incluso el explorador turco otomano Evliya Celebi (1611-1682), menciona esto en su Seyahatname. También informa que la élite y las personas cultas de la [República Autónoma de Nakhichivan | Nakhichevan] y Maragheh hablaron Pahlavi, durante sus visitas a la región.

## Desarrollo
La primera aparición del uso de Azerbaiyán está estrechamente relacionada con la primera aparición de tribus turcas a principios del primer milenio. Con la solución de las tribus turcas, no solo la economía sino también la cultura y el lenguaje utilizados para la comunicación fueron influidos por ellos. La evolución de la lengua azerbaiyana como medio de comunicación ha recorrido un largo camino que abarca siglos. Solo estudiar Kitabi-Dede Gorgud ("Kitabi-Dede Korkut, El libro de Dede Korkut") es suficiente para decir que Azerbaiyán tiene al menos 1300 años de historia como medio de comunicación en el mundo. territorio de ahora la República de Azerbaiyán, el este de Turquía, el sudeste de Georgia, el noroeste de Irán, el este de Armenia y el sur de Rusia. Algunas fuentes señalan que los ejemplos literarios escritos del uso del lenguaje datan del siglo XIII. El idioma azerbaiyano tiene dos períodos principales de desarrollo: el período antiguo que abarca los siglos XIII al XVIII, mientras que el período actual que comienza aproximadamente a fines del siglo XVIII y dura hasta el día de hoy.
El período antiguo no solo abarca la etapa principal de desarrollo del idioma, sino que también abarca la literatura renacentista de Azerbaiyán. Durante el período antiguo, el gobierno y el ejército fueron gobernados por los safávidas, Aggoyunlus, Qaraqoyunlus y Djelairids, que se superpone con el alto período de desarrollo literario del territorio y el país, y el uso del idioma se caracteriza por propiedades extralingüísticas.
Azerbaiyán ha sido influido por muchas culturas a lo largo de la historia debido a su ocupación por diferentes países. La más firme y la más larga de estas influencias externas son persa, árabe, rusa. Debido a la ocupación y asentamiento de los países mencionados anteriormente, el idioma de Azerbaiyán también se ha utilizado en armonía con sus idiomas, lo que le permite tomar prestada una cantidad excesiva de palabras de su cultura y, a cambio, también prestar palabras. Esta podría ser la razón por la cual, independientemente de ser independiente durante casi tres décadas, la influencia de otros idiomas sigue siendo notablemente fuerte, especialmente después de 70 años bajo la ocupación soviética, cuyo idioma ruso todavía se usa ampliamente en el país.

## Lecturas recomendadas
- Azerbaijani manual

- Datos: Q865115
- Multimedia: Languages of Azerbaijan / Q865115